# 孔特雷克塞维尔
孔特雷克塞维尔（法語：Contrexéville，法語發音：[kɔ̃tʁɛksevil] ⓘ）是法国大东部大区孚日省的一个市镇，属于讷沙托区。孔特雷克塞维尔因出产矿泉水而闻名。

## 地理
孔特雷克塞维尔（48°11'4"N, 5°53'44"E）面积14.96 平方千米，位于法国大東部大區孚日省，该省份为法国东北部内陆省份，北起默兹省和默尔特-摩泽尔省，西接上马恩省，南至上索恩省和贝尔福地区省，东临上莱茵省和下莱茵省。
与孔特雷克塞维尔接壤的市镇（或旧市镇、城区）包括：韦尔河畔芒德尔、利涅维尔、诺鲁瓦、叙里欧维尔、维泰勒、比尔涅维尔、栋布罗勒塞克。

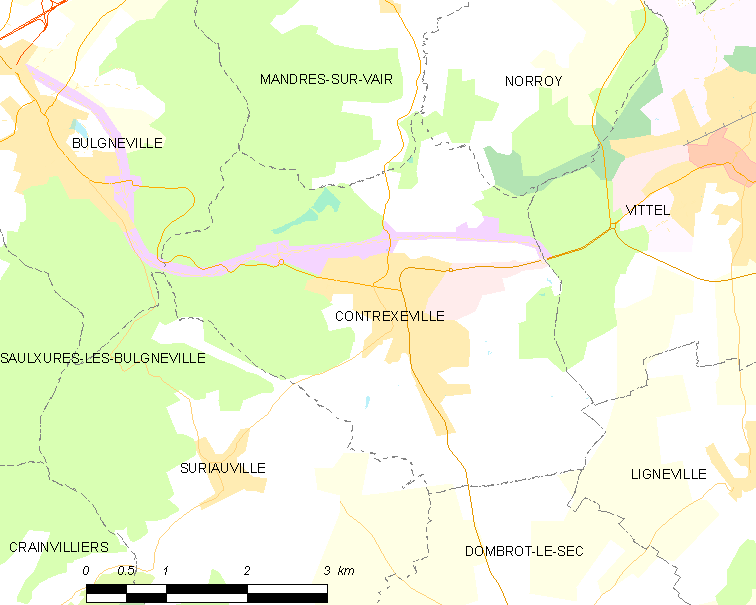
孔特雷克塞维尔的OSM定位图

孔特雷克塞维尔的时区为UTC+01:00、UTC+02:00（夏令时）。

## 行政
孔特雷克塞维尔的邮政编码为88140，INSEE市镇编码为88114。

## 政治
孔特雷克塞维尔所属的省级选区为维泰勒县。

## 人口

1962-2008年间孔特雷克塞维尔人口变化图示

孔特雷克塞维尔于2022年1月1日时的人口数量为2932人。